# アフロスポーツ
アフロスポーツは、総合写真エージェンシー「アフロ」のスポーツ写真チーム。
1997年、アフロの代表でありフォトグラファーでもある青木紘二を中心に、「クリエイティブなフォトグラファーチーム」をコンセプトとして結成。1998年長野オリンピックでは大会組織委員会のオフィシャルフォトチーム、以降も日本オリンピック委員会公式記録の撮影を担当している。
各ジャンルに特化した個性的なスポーツフォトグラファーが在籍し、国内外、数々の競技を撮影。放送局や出版社・WEBなど多くの報道媒体にクオリティの高い写真を提供し、スポーツ報道、写真文化の発展に貢献している。

## フォトグラファー
- 青木紘二
- YUTAKA
- 長田洋平
- 田村翔
- 松尾憲二郎
- 西村尚己
- 森田直樹

## 写真集
- 平昌オリンピック日本代表選手団 日本オリンピック委員会公式写真集2018 ISBN 978-4-591-15875-3
- リオデジャネイロオリンピック日本代表選手団 日本オリンピック委員会公式写真集2016 ISBN 978-4-7511-1219-9
- ソチオリンピック日本代表選手団 日本オリンピック委員会公式写真集2014 ISBN 978-4-89084-221-6
- ロンドンオリンピック日本代表選手団 日本オリンピック委員会公式写真集2012 ISBN 978-4-89084-205-6
- バンクーバーオリンピック日本代表選手団 日本オリンピック委員会公式写真集2010 ISBN 978-4-9904959-0-9
- 北京オリンピック日本代表選手団 日本オリンピック委員会公式写真集2008 ISBN 978-4-9902898-1-2
- トリノオリンピック日本代表選手団 日本オリンピック委員会公式写真集2006 ISBN 978-4990289805
- アテネオリンピック日本代表選手団 日本オリンピック委員会公式写真集2004 ISBN 4-86155-804-2
- ソルトレークオリンピック日本代表選手団 日本オリンピック委員会公式写真集2002 ISBN 4-8356-0039-8
- シドニーオリンピック日本代表選手団 日本オリンピック委員会公式写真集2000 ISBN 4-8356-0007-X
- 長野オリンピック公式写真集 ISBN 4-342-77482-8